# 释净慧
释净慧（1933年—2013年4月20日），男，湖北新洲人，中国佛教僧人，曾任中国佛教协会副会长，河北省佛教协会会长，第九、十届全国政协委员。